# Camas (Washington)
Camas es una ciudad ubicada en el condado de Clark en el estado estadounidense de Washington. En el año 2000 tenía una población de 17.950 habitantes y una densidad poblacional de 443,8 personas por km².

## Geografía
Camas se encuentra ubicada en las coordenadas 45°35′28″N 122°24′44″O / 45.59111, -122.41222.

## Demografía
Según la Oficina del Censo en 2000 los ingresos medios por hogar en la localidad eran de $60.187, y los ingresos medios por familia eran $64.885. Los hombres tenían unos ingresos medios de $51.470 frente a los $31.985 para las mujeres. La renta per cápita para la localidad era de $27.267. Alrededor del 5,4% de la población estaban por debajo del umbral de pobreza.